# TSV Trebgast
Der TSV Trebgast ist ein Sportverein aus der oberfränkischen Gemeinde Trebgast. Neben der ehemals erfolgreichen Fußballabteilung werden in dem Verein die Sportarten Karate, Wandern und Damengymnastik angeboten. Außerdem gibt es eine Schützengruppe und eine Abteilung der Faschingsfreunde.

## Geschichte
Der Verein wurde 1920 als Turnverein gegründet. Schon vor dem Ersten Weltkrieg wurde in dem Verein auch Fußball gespielt. Nach Kriegsende wurde er zunächst in ASV Trebgast, dann in TSV Trebgast umbenannt. Den größten Erfolg seiner Geschichte verbuchte der Verein Ende der 1970er Jahre mit seiner Fußballabteilung, als er als Meister der Landesliga Nord in die Bayernliga aufstieg und dort im ersten Jahr gleich den siebten Platz erreichte. Nach vier Jahren in der obersten bayerischen Spielklasse ging es 1981 wieder zurück.